# ایلقار محمدوف
ایلقار محمدوف (ترکی آذربایجانی: İlqar Məmmədov؛ زادهٔ ۱۴ ژوئن ۱۹۷۰) سیاست‌مدار اهل جمهوری آذربایجان است.